# Брянский краеведческий музей
Брянский государственный краеведческий музей — главный музей Брянской области, расположенный в г. Брянске.

## История
Брянский Государственный краеведческий музей (БГКМ) был открыт для посещения в сентябре 1921 года. Тогда он назывался Брянским губернским музеем. Его создателем и первым директором стал талантливый краевед и археолог Сергей Сергеевич Деев. В музее того периода насчитывалось около 2 тысяч экспонатов.
В экспозиции Брянского губернского музея в 1921 году было два отдела. С 1933 года музей стал называться краеведческим. В предвоенные годы его экспозиции пользовались заслуженной популярностью у трудящихся и учащейся молодёжи города.
Во время оккупации Брянска немецко-фашистскими войсками экспонаты, научно-вспомогательные материалы и библиотека музея, насчитывавшая более 8 тысяч томов исторической литературы, были утрачены.
17 сентября 1943 года советские войска совместно с брянскими партизанами освободили город от захватчиков, а уже 8 октября Брянский горсовет принял решение «О создании городского музея».
Пять лет упорного труда понадобилось для того, чтобы заново сформировать коллекции и построить новую экспозицию. Поэтому год 1949-й можно считать годом второго рождения музея, который вновь открыл свои двери для посетителей уже как Брянский областной краеведческий...
С 1980 года БГОКМ возглавляет объединение музеев области, в состав которого вход 13 филиалов (7 краеведческих, 5 военно-исторических, 1 литературно-мемориальных). Сотрудники объединения оказывают практическую помощь в создании школьных и ведомственных музеев.
В 2016 году в состав музея вошёл Брянский планетарий.

## Филиалы
- Мемориальный музей А. К. Толстого
- Мемориальный комплекс "Хацунь"
- Карачевский краеведческий музей
- Клетнянский краеведческий музей
- Музей дружбы народов в Климово
- Клинцовский краеведческий музей
- Музей партизанской славы в Навле
- Почепский краеведческий музей
- Севский краеведческий музей
- Музей интернац-го подполья в Сеще
- Суражский краеведческий музей
- Археологический музей в Юдиново
- Музей им. Д. Н. Медведева